# Alex Verginer
Alex Verginer (Bressanone, 3 ottobre 1994) è un multiplista e bobbista italiano.

## Biografia
Ha debuttato nella Coppa del Mondo nel 2017 a Winterberg, classificandosi 29º nel bob a 2.
Ha vinto gli europei juoniores di Innsbruck 2019 nel bob a 4 con Patrick Baumgartner, Mattia Variola e Lorenzo Bilotti.
Ha rappresentato l'Italia ai Giochi olimpici invernali di Pechino 2022 nel bob a quattro.

## Palmarès
- Europei juoniores

Innsbruck 2019: oro nel bob a 4;